# Byron Roberts
Byron Roberts , também conhecido como Lord Byron  é o vocalista do grupo de metal extremo britânico Bal-Sagoth. Byron nasceu no condado de Yorkshire, na Inglaterra, e cursou Letras na Universidade de Sheffield Hallam.
Formou em 1993 a banda, a fim de realizar um projeto, o qual denominava "uma sublimamente sinfônica banda de black/death metal envolvida num conceito de fantasia negra/ficção científica e mitologia antiga." Inspirou-se em autores e escritores como Robert E. Howard, Howard Phillips Lovecraft, entre outros. 
Grande fã da saga de ficção científica Star Wars, também tira parte de sua inspiração desse tema. Seu estilo de cantar vai desde os guturais rasgados típicos de black metal até narrações proféticas e diálogos inseridos nas músicas com um vocal pitched-down.
Algumas de suas composições são incrívelmente difíceis de se entender, devido ao fato de que Byron tem grande afinidade com temas obscuros e ficção medievalesca, combinadas com um inglês arcaico e rebuscado, com verbos e expressões não tão comumente usadas hoje em dia, mas de origem medieval britânica.
Escreveu as letras das músicas enquanto ainda cursava faculdade, e trabalhava para que futuramente empregasse todo esse material numa banda. Nas melodias, procura incorporar as situações em que os personagens são descritos, e, narrando suas viagens e batalhas, interpreta sozinho uma gama imensa de histórias, demandando também as habilidades de um ator além de músico.